# 江口拓也
江口拓也（日语：／ Eguchi Takuya，1987年5月22日—）是日本男性聲優、歌手，屬81 Produce，茨城縣出身。身高189cm（自稱187cm），血型為B型。

## 來歷、人物
- 畢業自日本工學院專門學校。第1回81競試合格者。
- 2012年獲得第6屆聲優獎的新人男聲優獎。[1]
- 和木村良平、代永翼組成團體「Trignal」（隸屬於Kiramune）共同主持廣播。
- 2011年8月和小野友樹組成團體。
- 2023年獲得第17屆聲優獎的主演聲優賞及MVS賞[2]。
- 个人十分喜欢声优福山润，多次在见面会和广播上表示对其心动，曾和福山润共同出演IXION SAGA DT，当时每天见面都在对方耳边说:今天你也让我春心萌生。
- 對咖哩飯有異常的熱愛，曾經有一周吃五次咖哩的經驗，也常在推特上PO有關咖哩的推文。
- 認為自己是M，但被杉田智和評論為「披著M皮的S」。
- 不管是在廣播還是見面會都很容易被前輩捉弄，就連跟同輩的聲優也被照樣捉弄。

## 演出作品

### 電視動畫
2008年
- 骷髏13（代客泊車員）
- 卡片鬥士翔（大空燕）

2009年
- 空罐少女！（男學生）
- 空中鞦韆（雄太的友人）
- 戀愛班長（男子、杉村太一）
- 戰鬥司書 The book of Bantorra（休耶＝夏福斯）
- 東之伊甸（大杉智）
- 卡片鬥士翔（（成年）、6年生男子）

2010年
- MM一族（男子A、男性客A）
- 刀语（真庭孑孓）
- K-ON!!（店員 #19）
- 妄想學生會（店員）
- 妖怪少爺（鼠妖怪）
- 变身！公主偶像（家臣、客B、店員、男子、工作人員、男、漁師B、桃太郎、通行人、上班族）
- 神奇寶貝超級願望（石居蟹）
- 金属对决 战斗陀螺 爆（客B）

2011年
- 神奇寶貝超級願望（滾滾蝙蝠、訓練家）
- GOSICK（久城一彌）
- 世界第一初戀（BOOKMARIMO店員）
- 遊戲王ZEXAL（速見秀太）
- 緋彈的亞莉亞（不知火亮）
- 閃電十一人GO（古手川咲夫、磯崎研磨、雨宮太陽）
- Sacred Seven（學生2）
- Battle Spirits 霸王（對戰對手）
- 爆漫王（年輕人）
- 戰國☆天堂 -極-（真田幸村）

2012年
- 妖狐×僕SS（渡狸卍里）
- 影子籃球員（小金井慎二）
- 謎樣女友X（有間）
- 刀劍神域（德加）
- 機動戰士GUNDAM AGE（阿瑟姆·明日野）
- 織田信奈的野望（相良良晴）
- Campione 弒神者！（薩爾巴特雷·多尼）
- 閃電十一人GO 時空之石（雨宮太陽）
- IXION SAGA DT（火風紺）
- 零之使魔F（騎士B）

2013年
- Battle Spirits Sword Eyes（ルベル）
- THE UNLIMITED 兵部京介（伊・八號）
- 神奇寶貝超級願望 Season2 Episode N（黑連）
- 果然我的青春戀愛喜劇搞錯了。（比企谷八幡）
- 蟲奉行（戀川春菊）
- 閃電十一人GO 時空之石（雨宮太陽、吉利斯）
- 魔界王子 devils and realist（威廉·特懷寧）
- 精靈寶可夢 THE ORIGIN（青綠）
- 影子籃球員 第二季（小金井慎二）
- 鋼彈創鬥者（泰國代表：魯望達拉腊）

2014年
- HAMATORA ─超能偵探社─（真央）
- 鑽石王牌（真木洋介）
- 人生諮詢電視動畫「人生」（喜歡柴犬）
- 偽姬物語（田所、寫真社員B）
- LOVE STAGE!!（一條龍馬）

2015年
- 絕對雙刃（煌闇災核）
- 美男高校地球防衛部LOVE！（宗佐圓覺）
- 黑子的籃球 第3季（小金井慎二）
- 果然我的青春戀愛喜劇搞錯了。續（比企谷八幡）
- Baby Steps ~網球優等生~2（平敦士）
- 俺物語！！（剛田猛男）
- Chaos Dragon 赤龍戰役（緋焰）
- 青年黑傑克（城）
- 受讚頌者 虛偽的假面（亞庫托瓦爾特）
- 排球少年！！第二季（照島遊兒）

2016年
- 疾走王子Alternative（千代松萬太郎）
- Active Raid－機動強襲室第八課－（犯人A）
- 虹色時光（松永智也）
- 為美好的世界獻上祝福！（御劍）
- Re:從零開始的異世界生活（由里烏斯·尤克歷烏斯）
- 初戀怪獸（枕崎宗光）
- 91Days（尼祿）
- D.Gray-man HALLOW（瑪達拉歐）
- 槍彈辯駁3 －The End of 希望峰學園－ 未來篇（十六夜惣之助）
- 槍彈辯駁3 －The End of 希望峰學園－ 絕望篇（十六夜惣之助）
- 舞武器·舞亂伎 星之巨人（白靖承）
- 超心動！文藝復興（響奏音）
- 少女編號（十和田AP）

2017年
- 超·少年偵探團NEO（謎之男／第7代怪人二十面相）
- 清戀（荒木達也[3]）
- 為美好的世界獻上祝福！2（御劍）
- 商人星的小比索（盧布爾）
- 黑色推銷員NEW（中島健一）
- 不正經的魔術講師與禁忌教典（席翁·雷佛德）
- 王室教師海涅（羅森貝克伯爵）
- 重啟咲良田（中野智樹[4]）
- 櫻花任務（門田丑松〈高校生〉）
- Re:CREATORS（龙介）
- 十二大戰（斷罪兄弟·兄）
- TSUKIPRO THE ANIMATION（篁志季）
- DYNAMIC CHORD（香椎玲音）
- 哆啦A夢（兄）

2018年
- 愛吃拉麵的小泉同學（中谷）
- 三麗鷗男子（長谷川康太[5]）
- IDOLiSH7 偶像星願（六彌凪[6]）
- DARLING in the FRANXX（9'γ）
- 妖怪旅館營業中（千秋）
- 宇宙戰艦提拉米斯（昴B）
- 美男高校地球防衛部HAPPY KISS！（卡尔斯）
- 中間管理錄利根川（堂下浩次[7]）
- 刃牙（花山薰[8]）
- 千銃士（夏塞波[9]）
- GRAND BLUE 碧藍之海（野島元[10]）
- 關於我轉生變成史萊姆這檔事（大鬼族→蒼影[11]）
- 宇宙戰艦提拉米斯II（昴·彼洋德）
- BAKUMATSU（桂小五郎[12]）
- 梅露可物語 -無精打采的少年與瓶中少女-（貝爾納）

2019年
- W'z（凱／岸和田凱[13]）
- B-PROJECT ～絕頂＊Emotion～（殿彌勒[14]）
- 家有女友（栗本文哉[15]）
- 異世界四重奏（由里烏斯）
- 偶像夢幻祭（日日樹涉[16]）
- GIVEN 被贈與的未來（梶秋彥）[17]
- 魔法水果籃（真鍋翔）
- 入間同學入魔了！（撒共·喬尼·威斯坦）

2020年
- ARP Backstage Pass（秘書）
- 異世界四重奏2（由里烏斯）
- IDOLiSH7 偶像星願-Second BEAT!（六彌凪）
- 魔法水果籃 2nd season（真鍋翔）
- 神之塔 -Tower of God-（什伊樹）
- A3！（皇天馬）
- 魔王學院的不適任者～史上最強的魔王始祖，轉生就讀子孫們的學校～（傑貝斯·印德）
- 果然我的青春戀愛喜劇搞錯了。完（比企谷八幡）
- 刀劍神域 Alicization War of Underworld -THE LAST SEASON-（德加）
- Re:從零開始的異世界生活 2nd season（由里烏斯·尤克歷烏斯）
- 『催眠麥克風 -Division Rap Battle-』Rhyme Anima（五斗山頁）
- 名偵探柯南（酒井千登勢）
- 小碧藍幻想！（范恩）

2021年
- Hortensia SAGA 蒼之騎士團（羅伊·巴修洛）
- 關於我轉生變成史萊姆這檔事 第2期（蒼影）
- 2.43 清陰高中男子排球社（神野龍大）
- 關於我轉生變成史萊姆這檔事 轉生史萊姆日記（蒼影）
- 聖女魔力無所不能（約翰·瓦爾德克）
- 入間同學入魔了！ 第2期（清掃員、撒共·喬尼·威斯坦）
- 魔法水果籃 The Final（真鍋翔）
- 東京復仇者（半間修二）
- 遊戲王SEVENS（遊路）
- IDOLiSH7 偶像星願-Third BEAT!（六彌凪）
- TSUKIPRO THE ANIMATION 2（篁志季）
- 暗夜第六感 2041（多田野トオル）
- MUTEKING THE Dancing HERO（DJ）
- 終末的後宮（火野恭司）
- VISUAL PRISON 視覺監獄（薩加·拉圖爾）
- 鬼滅之刃 無限列車篇（肺結核少年）
- 國王排名（多瑪斯）
- 三角窗外是黑夜（磯垣茂男）

2022年
- 失格紋的最強賢者（狄西利爾）
- 作為女主角！～被討厭的女主角與秘密的工作～（柴崎健[18]）
- SPY×FAMILY間諜家家酒（洛伊德·佛傑）
- 遊戲王GO RUSH!!（史維喬[19]）
- 青之蘆葦（金田晃教）
- 骸骨騎士大人異世界冒險中（丹卡[20]）
- 境界戰機（薩克·泰勒）
- 受讚頌者 二人的白皇（亞庫托瓦爾特[21]）
- 異世界藥局（帕雷·梅德西斯）
- 後宮之烏（欒冰月）
- 我家師傅沒有尾巴（椿白檀治[22]）
- VAZZROCK THE ANIMATION（篁志季）
- 入間同學入魔了！ 第3期（撒共·喬尼·威斯坦）

2023年
- 東京復仇者 聖夜決戰篇（半間修二）
- 魔術士歐菲 流浪之旅 阿邦拉馬篇（赫爾帕特[23]）
- 眾神眷顧的男人2（費諾貝利亞[24]）
- BLUE LOCK 藍色監獄（雪宮劍優[25]）
- 虛構推理（十条寺良太郎）
- 小小哥吉拉的逆襲（小小基多拉[26]）
- 屍體如山的死亡遊戲（岩野目椿[27]）
- 魔術士歐菲 流浪之旅 聖域篇（赫爾帕特）
- 肌肉魔法使-MASHLE-（多特·巴雷特[28]）
- 國王排名 勇氣的寶箱（多瑪斯[29]）
- 為美好的世界獻上爆焰！（魔劍勇者）
- 轉生成自動販賣機的我今天也在迷宮徘徊（米歇爾[30]）
- 狩龍人拉格納（尚迪奧拉斯[31]）
- 東京復仇者 天竺篇（半間修二）
- B-PROJECT ～熱烈＊Love Call～（殿彌勒[32]）
- SPY×FAMILY間諜家家酒 Season 2（洛伊德·佛傑[33]）
- 聖女魔力無所不能II（約翰·瓦爾德克[34]）
- 葬送的芙莉蓮（修特爾茲[35]）

2024年
- 休假的壞人先生（蒼天／藍戰士[36]）
- 肌肉魔法使-MASHLE- 神覺者候補選拔試驗篇（多特·巴雷特[37]）
- 關於我轉生變成史萊姆這檔事 第3期（蒼影[38]）
- 為美好的世界獻上祝福！3（御劍[39]）
- 哎咕島消失的舔甜歌姬（傳奇終結究極炸彈[40]、旁白）
- 鹿乃子乃子乃子虎視眈眈（燕谷義治[41]）
- 黃昏光影（稻葉禮[42]）
- 神之塔 第2期（什伊樹[43]）
- Re:從零開始的異世界生活 3rd season（由里烏斯·尤克歷烏斯[44]）
- BLUE LOCK 藍色監獄 VS. U-20 JAPAN（雪宮劍優[45]）

2025年
- 青春特調蜂蜜檸檬蘇打（綠老師[46]）
- 使人誤解的工房主～關於原英雄隊伍的雜役人員，實際上除了戰鬥能力外全是SSS的故事～（段藏[47]）
- 轉生成自動販賣機的我今天也在迷宮徘徊 2nd season（米歇爾[48]）
- GRAND BLUE 碧藍之海 Season 2（野島元[49]）
- 明天，美食廣場見。[50]
- 矢野同學的普通日常（大宮老師[51]）
- SPY×FAMILY間諜家家酒 Season 3（洛伊德·佛傑[52]）
- GNOSIA（沙明[53]）
- 跨越種族與你相戀（飛高繫[54]）
- 妖怪旅館營業中 貳（千秋[55]）

2026年
- 東京復仇者 三天戰爭篇（半間修二[56]）
- Re:從零開始的異世界生活 4th season（由里烏斯·尤克歷烏斯[57]）
- 朱音落語（練磨家芥子[58]）

### OVA
2014年
- LOVE STAGE!!（一條龍馬）

2016年
- 亞人「中村慎也事件」（祐介）
- 虹色時光「虹色日和」（松永智也）[59]
- （比企谷八幡）

2021年
- GIVEN 被贈與的未來 裏側的存在（梶秋彥）※單行本第7卷限定版附贈DVD

2023年
- 口罩男子明明不想談戀愛（才川綴）※單行本第4卷特裝版附贈DVD

### 動畫電影
2010年
- 神奇寶貝劇場版：幻影的霸者 索羅亞克（過動猿）
- 昆蟲物語 蜜蜂哈奇～勇氣的旋律～（アリヨン）

2012年
- 閃電十一人GO VS 紙箱戰機W（雨宮太陽）
- Code Geass 亡國的阿基德 第一章（オーギュスト）

2020年
- 電影 GIVEN 被贈與的未來（梶秋彥）[60]
- 鬼滅之刃劇場版 無限列車篇（肺結核少年）

2022年
- 機動戰士GUNDAM 庫克羅斯·德安之島（奧斯卡·都柏林）
- 烏龜的殼其實是肋骨（ライオン寺ライ王）
- 劇場版 關於我轉生變成史萊姆這檔事 紅蓮之絆篇（蒼影[61]）

2023年
- 劇場版IDOLiSH7-偶像星願- LIVE 4bit BEYOND THE PERiOD（六彌凪[62]）
- 劇場版 Collar×Malice -deep cover-（星野香月）
- 劇場版 SPY×FAMILY CODE: White（洛伊德·佛傑[63]）

2024年
- 電影 GIVEN 被贈與的未來 柊mix（梶秋彥[64]）
- 心之觸碰。[65]
- 擊浪青春（二宮隼人[66]）
- 永遠的大和號 REBEL3199 第二章 赤日之出擊（蘭貝爾[67]）

2025年
- 美男高校地球防衛部ETERNAL LOVE！（卡爾斯[68]）
- 凡爾賽玫瑰（弗洛里安·德·傑洛戴爾[69]）
- 永遠的大和號 REBEL3199 第三章 群青的小行星（蘭貝爾[70]）
- IDOLiSH7-偶像星願- First BEAT! 劇場總集篇 前篇（六彌凪[71]）
- 永遠的大和號 REBEL3199 第四章 水色的少女（蘭貝爾[72]）
- IDOLiSH7-偶像星願- First BEAT! 劇場總集篇 後篇（六彌凪[71]）

2026年
- 劇場版 關於我轉生變成史萊姆這檔事 蒼海之淚篇（蒼影[73]）

### 網路動畫
2016年
- 哨聲響起 重配版（不破大地）[74]

2017年
- 梦王国与沉睡的100王子 短篇动画（維姆）
- 玩偶日昇三兄弟（日昇楓[75]）
- 尋找屍體（伊勢高廣）

2023年
- 關於我轉生變成史萊姆這檔事 柯里烏斯之夢（蒼影[76]）

2024年
- 範馬刃牙 VS 拳願阿修羅（花山薰[77]）
- 高爾夫物語（トリスタン[78]）
- 今晚有貓伴身邊（深山前輩[79]）

### Drama CD
2008年
- 八犬傳―東方八犬異聞―2（五狐）
- （學生）
- よくある話。（社員）
- （學生C）
- DearGirl〜Stories〜 響（にゃーさん、貓、學生）

2009年
- （喫茶店店員）
- 便利屋さん２（男性社員）
- （學生3）

2010年
2011年
- あなたのためならどこまでも（ラッシー）
- この世 異聞 ～狐の嫁入り～（友人）

2012年
- ワルイ男でもイイ（生徒）

2013年
- 僕らの三ツ巴戦争 (御膳タカヒコ)

2014年
- Candy Pop Nightmare（八神飛鳥）
- LOVE STAGE！！ドラマCD SUMMER STAGE！！（一条龍馬）

2015年
- 二重螺旋 番外編 体験学習の三日間（タカアキ）
- 二重螺旋 番外編 帝王とカリスマと駄犬（タカアキ）

2016年
- ブルースカイコンプレックス（寺島夏生）

2017年
- ブルースカイコンプレックス second（寺島夏生）
- ほーげんカレシとルームシェア！～茨城男子と帰国子女編～（加倉井柊）
- 俺と上司のかくしごと（御門純一郎）
- ジャッカス！（三好）

2019年
- ドラッグレスセックス（戌井）
- ブルースカイコンプレックス third（寺島夏生）
- ブルースカイコンプレックス fourth（寺島夏生）
- 俺達は新婚さんかもしれない (蕪木真白)
- ララの結婚（ウルジ）

2020年
- αがαを抱く方法（南條レオ）
- インディゴブルーのグラデーション [ブルースカイコンプレックス番外編]（寺島夏生）
- ドラッグレス・セックス 辰見と戌井 return（戌井）
- 絶対BLになる世界VS絶対BLになりたくない男 （東條）

2022年
- ナカまであいして（常盤蒼司）

### 遊戲
2009年
- 水之魔石（オットー、醉漢）

2010年
- 劍與魔法與学園。2G（ルオーテ）

2013年
- （心跳餐廳）（神崎透）
- 学園天堂2（笠智友）

2014年
- DYNAMIC CHORD feat.[reve parfait]（香椎玲音）
- 无头骑士异闻录 3way standoff（三好吉宗）

2015年
- 萬花筒前夜（村瀨洋）
- POSSESSION MAGENTA（望月恭彌）
- ROOT∞REXX（九條駿）
- 忍び、恋うつつ ― 雪月花恋絵巻 ―（霧隱忠人）
- 傳頌之物 虛偽的假面（亞庫托瓦爾特）
- 夢王國與沉睡的100位王子殿下（維姆、雷、彼得潘）
- IDOLiSH7（六彌ナギ）
- 偶像夢幻祭（日日樹涉）

2016年
- 傳頌之物 兩人的白皇（亞庫托瓦爾特）
- 為了誰的鍊金術師（歐提瑪）
- 募戀英雄（服部 耀）

2017年
- A3!（皇 天馬）
- ツキパラ（篁志季）
- 在茜色的世界與君詠唱（貞明）

2018年
- 食之契約（波士頓龍蝦、漢堡、咖啡）
- 千銃士（シャスポー）

2019年
- Fire Emblem Heroes（哈魯）

2020年
- 甜點王子2（伊恩·休斯）
- 聖劍傳說 3 TRIALS of MANA (迪蘭)

2021年
- 陰陽師（入內雀）
- 美男王子（諾克特＝克萊茵）
- 刀劍亂舞（村雲江）

2023年
- Fate/Grand Order（怖軍）
- 神魔之塔（諾瓦利斯『共鳴渦漩‧諾瓦利斯與烏蘇拉』）
- 鈴蘭之劍 Sword of Convallaria（迪塔利奧。伊利亞大王子）
- [手機]美男惡徒 在闇夜中展開的惡愛（イケメンヴィラン 闇夜にひらく悪の戀）－{(ロジャー・バレル(羅傑)}
- 寶可夢大師（水京）

2025年
- 女神異聞錄：夜幕魅影（池波星輝）

### 廣播
- 虹色時光（松永智也）
- 勇者的師傅大人（維恩·伯德）

### 有聲漫畫
2024年
- 瑕疵新娘（有聲漫畫版，白蓮寺麗人、前鬼）

### 外語配音

#### 電影
- 神☆ヴォイス（哲郎）

#### 電視劇
- 失蹤現場
- 「法」妻

#### 動畫
- Mr. Men

#### 旁白
- News Watch 9

## 外部連結
- 81 Produce公式官網的聲優簡介 （页面存档备份，存于） （日語）
- 江口拓也的X（前Twitter） （日語）
- 江口拓也的Instagram帳戶 （日語）
- （日語）－江口拓也的官方個人部落格。